# 권오성 (배우)
권오성(본명: 권병준, 1964년 12월 28일 ~ )은 대한민국의 배우이다.

## 생애
그는 1985년 연극 배우 첫 데뷔하였고 이어 같은 해 영화 이장호의 외인구단의 조연으로 영화 배우 데뷔하였으며 이듬해 1990년 KBS에 첫 출연하였고 1년 후 1991년 KBS 공채 14기 탤런트로 정식 데뷔를 하였다.

## 학력
- 1980년 ~ 1983년 선인고등학교
- 1983년 ~ 1991년 중앙대학교 연극영화과 학사

## 경력
- 1991년 KBS 공채 14기 탤런트
- 2010년 ~ 씩스포드 엔터테인먼트 대표이사
- 2010년 ~ 황색인 Film 대표이사

## 출연

### 방송

#### 드라마
- 1992년 KBS 1TV 삼국기 - 모산성 주민,구달,본피부 걸수 역
- 1992년 KBS 1TV 대리인
- 1993년 KBS 2TV 희망
- 1993년 KBS 1TV 먼동
- 1993년 KBS 1TV 시인과 광인
- 1994년 KBS 2TV 딸부잣집
- 1995년 KBS 1TV 찬란한 여명 - 무불 탁정식 역
- 1996년 KBS 2TV 검
- 1996년 KBS 2TV 전설의 고향 - 1996년 - 덕대골 편
- 1996년 KBS 2TV 전설의 고향 - 1996년 - 구미호 편
- 1996년 KBS 2TV 첫사랑 - 깡치 역
- 1996년 KBS 1TV 용의 눈물 - 우왕 역
- 1997년 MBC 불꽃놀이
- 1997년 KBS 2TV 파랑새는 있다 - 포주 길수 역
- 1998년 KBS 2TV 야망의 전설
- 1998년 KBS 1TV 왕과 비 - 최숙손 역
- 1998년 MBC 내일을 향해 쏴라
- 2000년 KBS 1TV 태조 왕건
- 2001년 SBS 여인천하 - 남곤 수하 역
- 2002년 SBS 유리구두
- 2003년 SBS 왕의 여자 - 강계 수령 역
- 2003년 KBS 1TV 무인시대 - 현소 역
- 2006년 KBS 1TV 서울 1945
- 2015년 SBS 용팔이
- 2019년 KBS 2TV 왼손잡이 아내 - 손중기 역

### 영화
- 1986년 이장호의 외인구단
- 1989년 새앙쥐 상륙작전
- 1989년 그 후로도 오랫동안
- 1989년 신사동 제비 - 제비 1 역
- 1989년 앗싸! 호랑나비
- 1990년 엄마찾아 삼만리 - 제작부장
- 1992년 야생마 2
- 1992년 야생마 4
- 1993년 거부하는 몸짓으로 저 하늘을
- 1999년 인섹티시드
- 2000년 죽거나 혹은 나쁘거나 - 순경 역
- 2003년 주글래 살래 - 손님 1 역
- 2004년 클레멘타인 - 권 형사 역
- 2016년 애비 - 춘남 역

## 도서
- 1996년 나는 나를 벗는다 (한솔미디어)